# Zona di faglia di Imperial

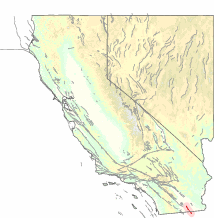
Una mappa della California dello United States Geological Survey con la zona di faglia di Imperial indicata in rosso.

La zona di faglia di Imperial è un sistema di faglie situato nella contea di Imperial, nella California meridionale, lungo il confine tra Messico e Stati Uniti d'America.

## Geologia
La zona di faglia di Imperial è una faglia trascorrente a movimento laterale destro ed è la più settentrionale delle faglie trasformi associate al prolungamento della dorsale del Pacifico orientale. La zona è connessa alla faglia di Sant'Andrea dalla zona sismica di Brawley e si estende verso sud fino al centro di espansione del Cerro Prieto.
Si ritiene che la zona di faglia di Imperial riesca ad assorbire lo scorrimento derivante dalle vicine zone di faglia di Sant'Andrea e di San Jacinto, tuttavia studi basati sugli spostamenti degli ultimi secoli hanno messo in luce come lo scorrimento della faglia non possa essere ritenuto tale da aver assorbito il movimento totale proveniente dal sistema di Sant'Andrea.

## Terremoti
Diversi terremoti di moderata intensità sono stati registrati nella zona di faglia di Imperial, tra questi i più forti sono stati:
- 1906 Valle di Imperial:[3] Due scosse di magnitudo momento pari a 6,0 vicino a Brawley a poche ore di distanza dal terremoto di San Francisco del 1906.
- 1915 Valle di Imperial: Due scosse di magnitudo momento pari a 6,25 a circa un'ora di distanza l'una dall'altra. La seconda scossa, il cui epicentro è stato localizzato a Mexicali, in Messico, provocò, oltre a diversi danni materiali, anche sei morti.
- 1940, il 18 maggio, una scossa di magnitudo 6,9 con epicentro localizzato 8,0 km a nord della città messicana di Calexico, a cui ne seguì un'altra di magnitudo 5,5 con epicentro nella cittadina di Brawley.
- 1979, il 15 ottobre, una scossa di magnitudo 6,4 con epicentro localizzato pochi chilometri a sud est della cittadina americana di El Centro.[4]